# Statskuppen i Myanmar 2021

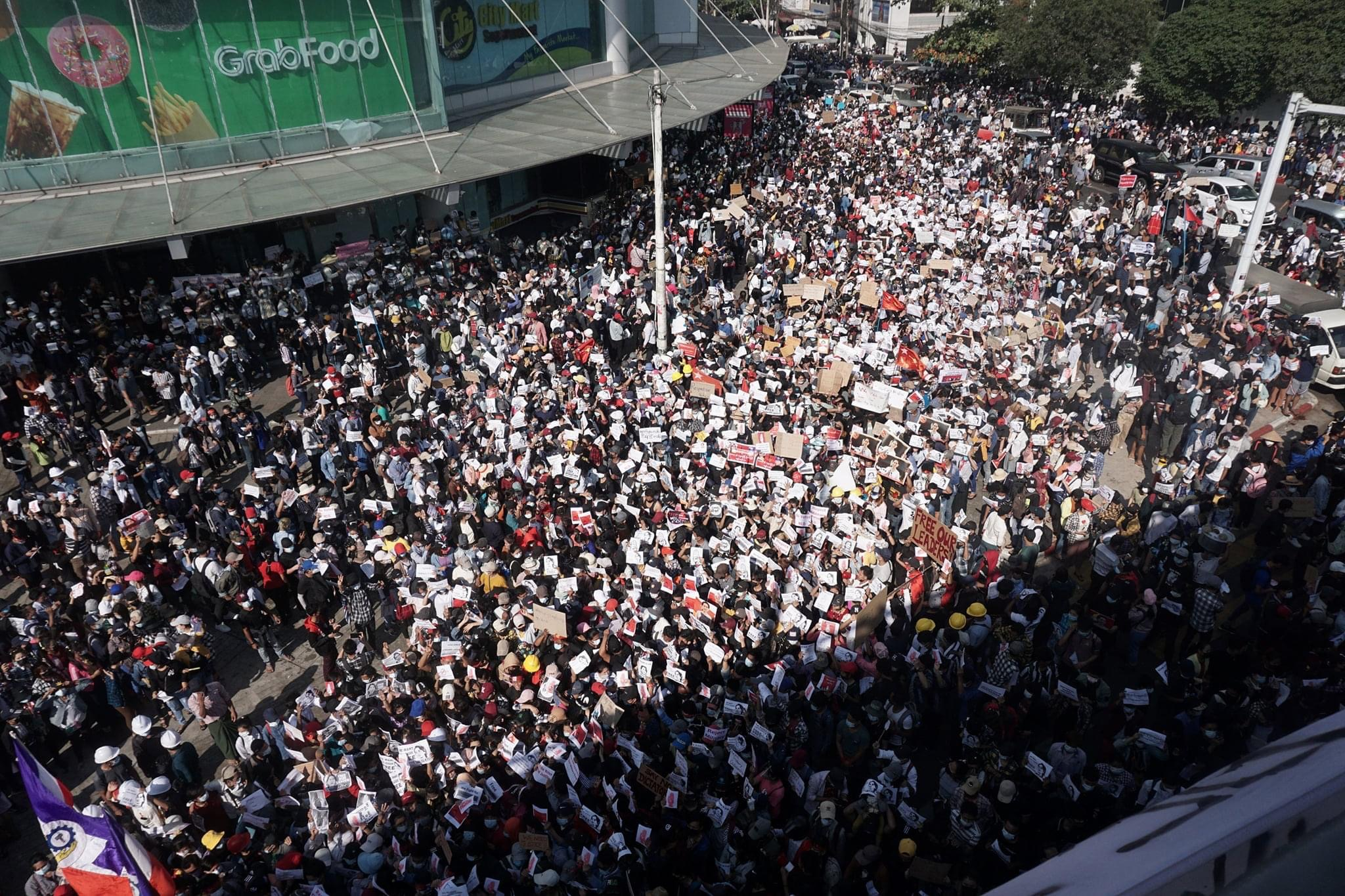
Tusentals demonstranter i Rangoon deltar i protester mot militären.

En statskupp i Myanmar inleddes på morgonen den 1 februari 2021. Statskanslern Aung San Suu Kyi, presidenten Win Myint och andra regeringsföreträdare greps av militären tidigt på morgonen.
Militären har utropat ett årslångt undantagstillstånd och säger sig ha överlämnat makten till överbefälhavaren Min Aung Hlaing.
Kuppen har motiverats med påstått valfusk i samband med valet i november 2020, trots att varken den inhemska valkommissionen eller internationella observatörer rapporterade några tecken på oegentligheter. I valet vann Suu Kyis parti Nationella demokratiska förbundet (NLD) 396 av 476 platser. Den 3 februari kom uppgifter om att Aung San Suu Kyi anklagades för att olovligen ha fört in kommunikationsutrustning i landet och att hon skulle begäras häktad.

## Reaktioner i Myanmar
Statskuppen har mötts av omfattande protester i Myanmar, med bland annat demonstrationer, civil olydnad och strejker. Trefingerhälsningen har antagits som en symbol för protesterna.
Militären har svarat med att införa restriktioner, inklusive utegångsförbud och begränsningar av sammankomster. Säkerhetsstyrkor har använt vattenkanoner, gummikulor och skarp ammunition mot demonstranter. Fram till den 4 april 2021 har minst 550 civila, inklusive barn, dödats av militär och polisstyrkor och tusentals har fängslats.
Tre framstående NLD-medlemmar dog i polisens förvar i mars 2021.

## Internationella reaktioner
Statskuppen har fördömts av en rad länder. USA:s utrikesminister Antony Blinken har kallat militärstyret för en "terrorregim". 
USA, Storbritannien och Europeiska unionen har infört sanktioner mot högt uppsatta militärer. 
Kina blockerade ett uttalande från FN:s säkerhetsråd som fördömer kuppen, men har stött krav på frisläppande av Suu Kyi och återgång till demokratiska normer. Kina har tidigare motsatt sig en internationell intervention i Myanmar.
Tom Andrews, FN:s särskilda sändebud för mänskliga rättigheter i Myanmar skrev den 28 mars 2021 att "Militären firade ’väpnade styrkornas dag’ med att begå massmord mot befolkningen som den ska skydda. Rörelsen för civil olydnad svarar med det kraftfulla vapnet fred. Det är hög tid att världen svarar och stödjer Myanmars folk".